# Stigmella xystodes
Stigmella xystodes is een vlinder uit de familie van de dwergmineermotten (Nepticulidae). De wetenschappelijke naam is voor het eerst voorgesteld als Nepticula xystodes door Edward Meyrick in een publicatie uit 1916 .
De spanwijdte van het mannetje bedraagt 4,9 tot 6,6 millimeter en van het vrouwtje 5,0 tot 5,5 millimeter.

## Verspreiding
De soort komt voor op de Canarische Eilanden (Gran Canaria), in Egypte, Soedan, Israël, Syrië, de Verenigde Arabische Emiraten en India (Gujarat, Karnataka, Bihar).

## Waardplanten
De rups mineert op de bladeren van Cyperus rotundus (Cyperaceae) en mogelijk ook op Cyperus conglomeratus.